# يانيك ماير
يانيك ماير (بالألمانية: Yannick Mayer)‏ هو دراج ألماني، ولد في 15 فبراير 1991 في موسباخ في ألمانيا.

## وصلات خارجية
- يانيك ماير على موقع الاتحاد الدولي للدراجات (الإنجليزية)
- يانيك ماير على موقع أرشيف الدراجات (الإنجليزية)
- يانيك ماير على موقع إحصائيات الدراجات الإحترافية (الإنجليزية)
- يانيك ماير على موقع نسبة الدراجات (الإنجليزية)